# 阿瓜什桑塔什 (马亚)
阿瓜什桑塔什是葡萄牙波尔图区的一个堂区。总面积7.86平方公里，总人口25249人，人口密度3212.3人/平方公里。